# Géza Fejérváry (1833-1914)
Pour les articles homonymes, voir Géza Fejérváry.
Dans le nom hongrois Fejérváry Géza, le nom de famille précède le prénom, mais cet article utilise l’ordre habituel en français Géza Fejérváry, où le prénom précède le nom.

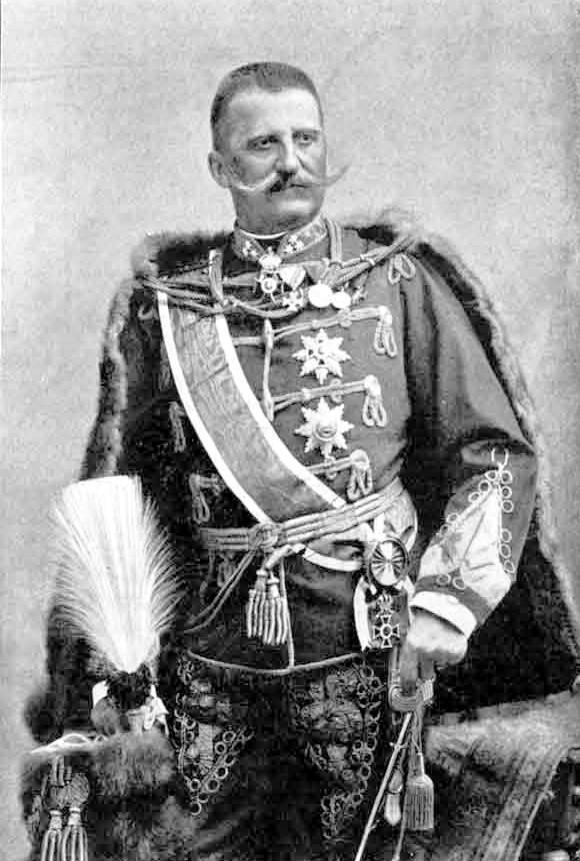
Géza Fejérváry

Baron Géza Fejérváry de Komlós-Keresztes (15 mars 1833-25 avril 1914) est un général hongrois membre de la famille Fejérváry, Premier ministre de Hongrie du 18 juin 1905 au 8 avril 1906, imposé par l'empereur François-Joseph Ier d'Autriche pendant la crise constitutionnelle hongroise de 1903-1907, après que le parti libéral d'István Tisza eut perdu les élections au profit des indépendantistes. Sándor Wekerle lui succède. Il est également Capitaine de la Garde du corps royale hongroise de 1912 à 1914.